# Académie royale de langue et de littérature françaises de Belgique
L'Académie royale de langue et de littérature françaises de Belgique o la Reial acadèmia de llengua i de literatura franceses de Bèlgica és una institució belga que reuneix persones que van contribuir pels seus escrits o discursos a la il·lustració de la llengua francesa en estudiar els seus orígens i evolució, en escriure obres de ficció o de crítica. Accepta membres belgues i estrangers.

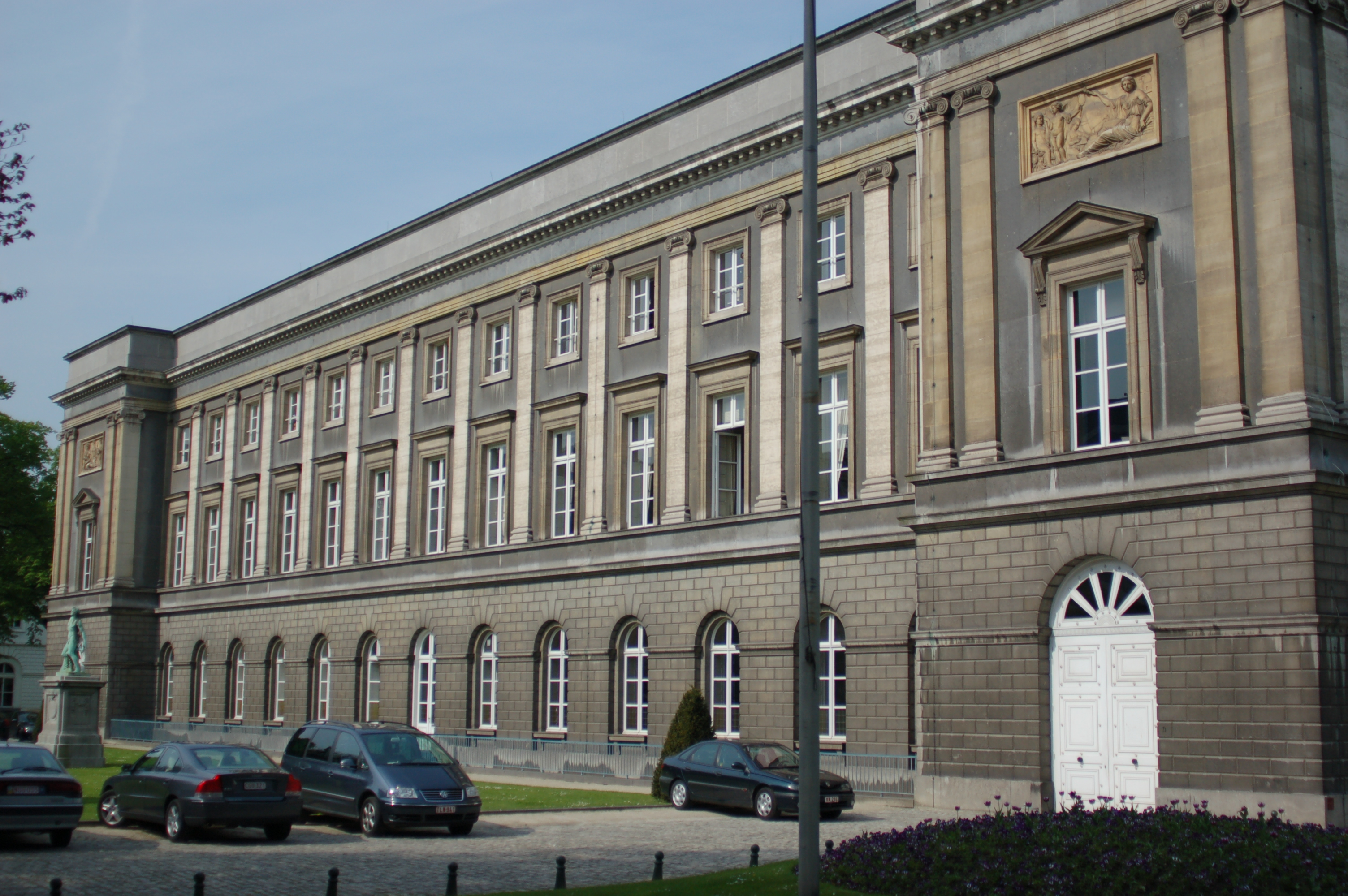
Palau de les acadèmies a Brussel·les

Fou creada l'any 1920 pel rei Albert I a la iniciativa del ministre de les Ciències i les Arts Jules Destrée. La seva seu es troba a Brussel·les al Palau de les acadèmies, al qual es troben quatre acadèmies més :
- - l'Acadèmia reial de les ciències, de la literatura i de les arts de Bèlgica, creada el 1772 per l'emperadriu Maria Teresa I d'Àustria.
  - l'Acadèmia reial de llengua i de literatura neerlandeses, creada el 1938
  - l'Académie royale de médecine (Acadèmia reial de medicina) de llengua francesa
  - De Koninklijke akademie voor geneeskunde (Acadèmia reial de medicina) de llengua neerlandesa

## Membres
| - 1er escó de membre belga literatura - Henry Carton de Wiart (1920-1951) - Hilaire Duesberg (1952-1969) - Charles Moeller (1970-1986) - Lucien Guissard (1986-2009) - Paul Emond (2011-) - 2n escó de membre belga filologia - Auguste Doutrepont (1920-1929) - Émile Boisacq (1929-1945) - Robert Guiette (1954-1976) - André Vandegans (1977-2003) - Danielle Bajomée (2004-) - 3è escó de membre belga literatura - Georges Eekhoud (1920-1927) - Georges Virrès (1927-1946) - Carlo Bronne (1948-1987) - Georges-Henri Dumont (1988-) - 4è escó de membre belga filologia - Jules Feller (1920-1940) - Julia Bastin (1945-1968) - Roland Mortier (1969-) - 5è escó de membre belga literatura - Iwan Gilkin (1920-1924) - Louis Dumont-Wilden (1925-1963) - Jo Van Der Elst (1965-1971) - Louis Dubrau (1972-1997) - Claire Lejeune (1997-2008) - Lydia Flem (2010-) - 6è escó de membre belga literatura - Albert Giraud (1920-1929) - Georges Rency (1930-1951) - Edmond Vandercammen (1952-1980) - Jean Muno (1981-1988) - Pierre Mertens (1989-) - 7è escó de membre belga filologia - Jean Haust (1920-1946) - Louis Remacle (1948-1997) - Paul Delsemme (1998-2008) - Jacques Charles Lemaire (2009-) - 8è escó de membre belga literatura - Hubert Krains (1920-1934) - Charles Bernard (1934-1961) - Albert Ayguesparse (1962-1996) - Jacques De Decker (1997-) - 9è escó de membre belga literatura - Maurice Maeterlinck (1920-1949) - Robert Vivier (1950-1989) - Henry Bauchau (1990-) - 10è escó de membre belga literatura - Albert Mockel (1920-1945) - Lucien Christophe (1945-1975) - Jeanine Moulin (1976-1998) - Roger Foulon (1999-2008) - Gabriel Ringlet (2008-) - 11è escó de membre belga literatura - Fernand Severin (1920-1931) - Henri Davignon (1932-1964) - Adrien Jans (1965-1973) - Herman Closson (1974-1982) - Philippe Jones (1983-) - 12è escó de membre belga literatura - Paul Spaak (1920-1936) - Charles Plisnier (1938-1952) - Robert Goffin (1953-1984) - Liliane Wouters (1985-) - 13è escó de membre belga literatura - Gustave Vanzype (1920-1955) - Suzanne Lilar (1956-1992) - Françoise Mallet-Joris (1993-) - 14è escó de membre belga filologia - Maurice Wilmotte (1920-1942) - Gustave Vanwelkenhuyzen (1948-1976) - André Goosse (1976-) | - 15è escó de membre belga filologia - Alphonse Bayot (1921-1937) - Joseph Bastin (1938-1939) - Maurice Delbouille (1940-1984) - Claudine Gothot-Mersch (1985-) - 16è escó de membre belga filologia - Gustave Charlier (1921-1959) - Maurice Piron (1960-1986) - Marc Wilmet (1986-2018) - 17è escó de membre belga literatura - Léopold Courouble (1921-1937) - Marie Gevers (1938-1975) - Paul Willems (1975-1997) - Alain Bosquet de Thoran (1998-) - 18è escó de membre belga literatura - Louis Delattre (1921-1938) - Marcel Thiry (1939-1977) - Georges Thinès (1978-) - 19è escó de membre belga filologia - Georges Doutrepont (1921-1941) - Henri Liebrecht (1945-1955) - Joseph Hanse (1956-1992) - Robert Frickx (1993-1998) - Daniel Droixhe (1998-) - 20è escó de membre belga literatura - Max Elskamp (1921-1931) - Georges Marlow (1932-1947) - Louis Piérard (1948-1951) - Albert Guislain (1953-1969) - Marcel Lobet (1970-1992) - Jacques Crickillon (1993-) - 21è escó de membre belga literatura - Arnold Goffin (1921-1934) - Horace Van Offel (1936-1944) - Paul-Henri Spaak (1945-1972) - Fernand Verhesen (1973-2009) - Éric Brogniet (2010-) - 22è escó de membre belga literatura - Valère Gille (1921-1950) - Roger Bodart (1951-1973) - Jean Tordeur (1974-) - 23è escó de membre belga literatura - Émile Van Arenbergh (1921-1934) - Franz Ansel (1934-1937) - Thomas Braun (1939-1961) - Géo Libbrecht (1962-1976) - Paul-Aloïse De Bock (1977-1986) - Jacques-Gérard Linze (1987-1997) - Guy Vaes (1997-) - 24è escó de membre belga filologia - Albert Counson (1922-1933) - Lucien-Paul Thomas (1934-1948) - Fernand Desonay (1950-1973) - Pierre Ruelle (1975-1993) - Roland Beyen (1994-) - 25è escó de membre belga literatura - Jules Destrée (1922-1936) - Firmin Van Den Bosch (1936-1949) - Luc Hommel (1950-1960) - Georges Sion (1962-2001) - Yves Namur (2001-) - 26è escó de membre belga literatura - Edmond Glesener (1922-1951) - Georges Simenon (1951-1989) - Simon Leys (1990-) - Amélie Nothomb (2015-) - 27è escó de membre belga filologia - Henri Simon (1923-1939) - Joseph Vrindts (1940-1940) - Joseph Calozet (1945-1968) - Willy Bal (1968-) - 28è escó de membre belga literatura - Ernest Verlant (1923-1924) - Hubert Stiernet (1924-1939) - Constant Burniaux (1945-1975) - Thomas Owen (1975-2002) - Jean-Baptiste Baronian (2002-) | - 29è escó de membre belga literatura - George Garnir (1926-1939) - Pierre Nothomb (1945-1966) - Charles Bertin (1967-2002) - François Emmanuel (2003-) - 30è escó de membre belga filologia - Servais Étienne (1938-1952) - Émilie Noulet (1953-1978) - Raymond Trousson (1979-) - 31è escó de membre estranger filologia - Ferdinand Brunot (1921-1938) - Giulio Bertoni (1938-1942) - Mario Roques (1946-1961) - Robert-Léon Wagner (1962-1982) - Gérald Antoine (1982-) - 32è escó de membre estranger literatura - Gabriele D'Annunzio (1921-1938) - Chéou-Kang Sié (1946-1974) - Robert Mallet (1975-2002) - Yves Berger (2004-2004) - Gérard de Cortanze (2005-) - 33è escó de membre estranger literatura - Anna de Noailles (1921-1933) - Colette (1935-1954) - Jean Cocteau (1955-1963) - Jean Cassou (1964-1986) - Alain Bosquet (1986-1998) - Hubert Nyssen (1998-) - 34è escó de membre estranger literatura - Benjamin Vallotton (1921-1962) - Edmée de La Rochefoucauld (1962-1991) - Marie-Claire Blais (1992-) - 35è escó de membre estranger filologia - Kristoffer Nyrop (1922-1931) - Emanuel Walberg (1931-1951) - Arthur Långfors (1952-1959) - Jean Pommier (1960-1973) - Italo Siciliano (1973-1980) - Jacques Monfrin (1981-1998) - David Gaatone (1999-) - 36è escó de membre estranger literatura - Brand Whitlock (1922-1934) - Eugénio de Castro (1935-1945) - Benjamin L. Woodbridge (1946-1969) - Marguerite Yourcenar (1970-1987) - Dominique Rolin (1988-) - 37è escó de membre estranger literatura - Édouard Montpetit (1923-1954) - Marthe Bibesco (1955-1973) - Mircea Eliade (1975-1986) - Georges Duby (1986-1996) - Michel del Castillo (1997-) - 38è escó de membre estranger filologia - Jean-Jacques Salverda de Grave (1923-1947) - Jakob Jud (1951-1952) - Eugène Vinaver (1960-1979) - Lloyd James Austin (1980-1994) - Robert Darnton (1995-) - 39è escó de membre estranger filologia - Francis Vielé-Griffin (1931-1937) - Ventura Garcia Calderón (1938-1959) - Marcel Raymond (1962-1981) - Jean Rousset (1982-2002) - Paul Gorceix (2003-2007) - Marie-José Béguelin (2008-) - 40è escó de membre estranger literatura - Robert de Traz (1938-1951) - Julien Green (1951-1998) - Assia Djebar (1999-) |

## Premis
Premi de l'Acadèmia de llengua i de literatura franceses de Bèlgica